# Catllar
Catllar (catalansk: Catllà) er en by og kommune i departementet Pyrénées-Orientales i Sydfrankrig.

## Geografi
Catllar ligger 45 km vest for Perpignan. Nærmeste byer er mod syd Prades (4 km), mod nordvest Molitg-les-Bains (5 km) og mod vest Eus (4 km).

## Demografi

### Udvikling i folketal
| 1962                                                              | 1968 | 1975 | 1982 | 1990 | 1999 | 2007 | 2011 | 2017 |
| ----------------------------------------------------------------- | ---- | ---- | ---- | ---- | ---- | ---- | ---- | ---- |
| 344                                                               | 353  | 535  | 617  | 692  | 639  | 693  | 718  | 771  |
| Tal fra og med 1962 er uden dobbelttælling (sans doubles comptes) |      |      |      |      |      |      |      |      |